# Marlon Jackson

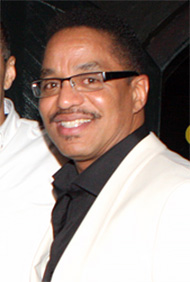
Marlon Jackson (2013)

Marlon David Jackson (ur. 12 marca 1957 w Gary) – amerykański piosenkarz.
Urodził się w rodzinie Josepha i Katherine Jacksonów. Wraz z braćmi założył zespół The Jackson 5, w którym był jednym z wokalistów. W tym samym zespole śpiewał jego brat, Michael Jackson. Jego ważniejsze partie wokalne można usłyszeć m.in. w piosenkach „Give it Up” i „Body”, kiedy bracia występowali już jako The Jacksons. Karierę muzyczną zawiesił w 1987 roku, po wydaniu jedynej solowej płyty Baby Tonight. Marlon Jackson stworzył wyrazisty styl taneczny, co najlepiej widać w teledyskach do singli promujących longplay: „Don't Go” i „Baby Tonight”, oraz ich wykonaniach na żywo. W wieku 18 lat poślubił Carol Parker, z którą ma trójkę dzieci. Miał brata bliźniaka, Brandona, który zmarł od razu po urodzeniu. 

## Albumy studyjne
- Baby Tonight (1987)